# دوين إدغار ديوي
دوين إدغار ديوي (بالإنجليزية: Duane E. Dewey) هو عسكري أمريكي، ولد في 16 نوفمبر 1931 في غراند رابيدز في الولايات المتحدة.